# Estado moderno
El Estado moderno  surgió entre los siglos XV y XVI, cuando los reyes aprovecharon la crisis del feudalismo para retomar su poder, y su proceso de surgimiento se aceleró en el Renacimiento, con profundas transformaciones en los mecanismos del gobierno y en el ejercicio del poder. Este proceso estuvo respaldado por la burguesía, clase social que se fue fortaleciendo con este tipo de Estado. El Estado moderno poseía identidad, estaba organizado, estructurado y era formal; era reconocido políticamente por esto y el poder estaba centralizado. Su formación tuvo varias consecuencias a nivel político y económico.
El Estado moderno adquirió su madurez en los siglos XVIII y XIX, el periodo de las revoluciones liberales —los tres siglos anteriores constituyen lo que Charles Tilly denomina fase de mediación—. Es entonces cuando «se logran asentar definitivamente sus monopolios (coercitivo, legislativo) y se produce la paulatina asunción de poderes por parte de órganos que ya no son meros baluartes de la persona y del patrimonio del Rey, sino que, bien al contrario, aspiran a representar a todo un colectivo ("nación" o "pueblo", según épocas y lugares). [...] Además, a partir de ese momento el Estado asumirá un número creciente de responsabilidades, sustrayéndolas al ámbito privado».

## Origen
A partir de los siglos XV y XVI, los reyes europeos iniciaron el proceso de formación del Estado moderno, a comenzar a concentrar y centralizar el dominio sobre sus tierras. Aprovechando la crisis que enfrentaban los señoríos tras la guerra, hicieron pactos con los señores feudales para recibir sus tierras a cambio de algún privilegio, aunque también existe la posibilidad de una reconquista a través de una sangrienta guerra. Los reyes fueron "ayudados" en este proceso por los burgueses que deseaban desprenderse de los señores feudales, ya que se veían perjudicados por la condición de vasallos de estos y la economía feudal. Para asegurar la gobernabilidad, el respeto de los derechos y el cumplimiento de las obligaciones el Estado cuenta con diversos organismos, conformados por funcionarios, que crean las leyes.
No obstante, hay posturas que consideran que el surgimiento del Estado moderno no significó una ruptura total con las estructuras políticas medievales puesto que la aristocracia feudal conservó su poder político sobre las masas rurales, de tal manera que “El absolutismo fue esencialmente eso: un aparato reorganizado y potenciado de dominación feudal (…) fue el nuevo caparazón político de una nobleza amenazada”. No obstante es claro que con el Estado moderno surgieron estructuras gubernamentales nuevas.
Hacia finales del siglo XV la autoridad monárquica y la unidad política lograron estabilizarse a niveles nacionales, dando lugar a las primeras monarquías con elementos constitutivos modernos, como fue el caso de los reinados de Luis XI en Francia, los Reyes Católicos en España y Enrique VII en Inglaterra.

## Formación y evolución
La mayoría de los Estados modernos se desarrollaron según el proceso enunciado, pero algunos se vieron afectados por las élites locales, que dificultaron su formación al ver su constante pérdida de poder. En estos casos el Estado resultante se vio mal o poco estructurado, tornándose débil en relación con los que lograron constituirse más satisfactoriamente. En aquellos donde el proceso se desarrolló con menos problemas, el rey se convirtió en la máxima autoridad y se crearon instituciones políticas, económicas y militares.
Los reyes  y barrocos trataron de legitimar su poder monárquico mediante fundamentos legales. Es así que se fue estableciendo que el poder absoluto de los monarcas descansaba en su carácter sagrado como representantes de Dios en el mundo terrenal. De esta manera se consideraba que reyes y príncipes poseían un derecho divino de gobernar debido a que su autoridad provenía directamente de Dios. Por lo tanto, las monarquías absolutas lograron entonces consolidar su poder gracias al apoyo que recibieron de la aristocracia y del reconocimiento por parte de las masas populares, pues el sistema monárquico se erigió como el garante de la paz y de la justicia.

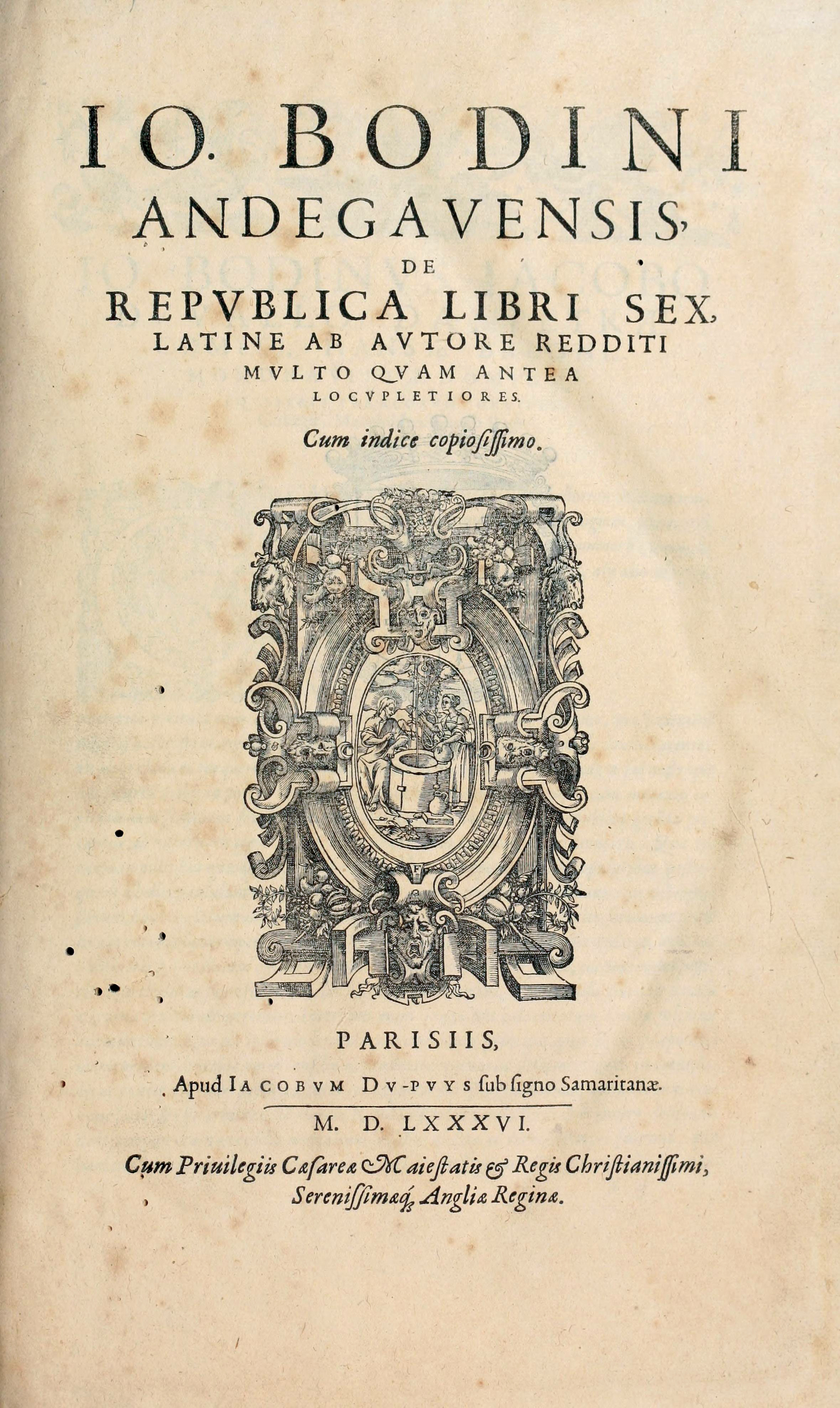
En Los Seis Libros de la República Jean Bodin hizo planteamientos políticos teóricos importantes sobre el absolutismo en el Estado moderno.

Por otra parte Carlos V, al heredar la Corona de España y los derechos que la casa de Habsburgo tenía en grandes territorios de Europa, intentó consolidar su ideal de unificar a Europa bajo su dominio imperial. Sin embargo Carlos V ni su sucesor Felipe II pudieron crear un imperio europeo debido a la fuerte oposición de los Países Bajos y Francia principalmente. Este fracaso del proyecto imperial español fue el contexto en el que los Estados modernos europeos se fortalecieron, ya que marcó el inicio de un orden político compuesto por estados nacionales soberanos.
Además, se considera que la Reforma protestante influyó de manera importante en el desarrollo de los Estados modernos debido a que "fragmentó a Europa al quebrarse en varios pedazos la unidad de la Iglesia Católica, pero a la vez ayudó para que en ese territorio vaya tomando forma el Estado moderno".
Cabe destacar que el Estado moderno fue entendido de diferentes formas. Por un lado los iusnaturalistas y filósofos cristianos consideraban que el Estado era una organización social determinada por leyes inherentes a la naturaleza humana. Y, por otro lado, los pensadores renacentistas y los ilustrados del siglo XVIII sostenían que el Estado era una creación racional del hombre. Dentro de estos últimos resalta la figura de Nicolás Maquiavelo, cuyas propuestas teóricas fueron muy importantes para la evolución del Estado moderno, puesto que influyeron en autores como Jean Bodin y Thomas Hobbes, quienes desarrollaron concepciones teóricas y prácticas sobre el Estado y la labor política de los gobernantes.

### Instituciones
Los estados modernos se apoyaban en sus instituciones para lograr que la maquinaria estatal pudiera funcionar. Dichas instituciones partieron del Consejo Real de la Edad Media conectando con la curia regis, compuesta por miembros elegidos por el soberano al cual le ofrecían su consejo. El rey fue eligiendo personas cada vez más preparadas, realizando a poder ser un cursus honorum para que las personas más notables y preparadas ocuparan los puestos institucionales.

#### Sistema de Justicia feudal
El Derecho romano resurgió ante la necesidad de regular con fundamentos legales a la aristocracia y a la burguesía, clases sociales que constituían las estructuras estatales modernas. Es así que se recuperó el derecho civil clásico que reglamentaba sobre lo concerniente a la propiedad privada. Esta recuperación y adaptación de la jurisprudencia romana fue un indicador del fortalecimiento de los burgueses de las ciudades y por lo tanto del tránsito que se estaba dando de la economía feudal hacia una economía cada vez más capitalista.
La administración de justicia es considerada el objeto de la organización política e irá adquiriendo superioridad la Justicia Real, buscando que sea única, universal y uniforme en su aplicación (parlamentos en Francia, audiencias y cancillerías en España, jueces de paz en Inglaterra).

#### Burocracia
Entre los siglos XVI y XVIII debido a las múltiples competencias que los gobernantes se atribuyeron en ámbitos políticos, militares, económicos, sociales y religiosos, el Estado moderno tuvo, para consolidar su poder, la necesidad de ejercer sus funciones indirectamente a través de un gran número de intermediarios y burócratas. La creación de una estructura de gobernación más compleja se debió a que a la existente se le sumaron instituciones representativas del pueblo (como la Cámara de los Comunes en Inglaterra) y en algunos casos también de las élites (como en Prusia, Holanda e Inglaterra con la Cámara de los Lores). También se formaron los Parlamentos. Es así que, por una parte, el aparato estatal se conformó por magistrados que eran miembros de la alta nobleza y que desempeñaban cargos de validos, ministros, gobernadores, embajadores o mandos militares.
Por otra parte, cada vez se fue buscando más una burocracia especializada y jerarquizada, por lo que el Estado requirió de funcionarios que tuvieran una preparación especial para poder desempeñarse como servidores estatales. Estos funcionarios estaban formados en su mayoría por la nobleza media y baja y por la burguesía letrada, pues contaban con una formación universitaria y eran provenientes de facultades de Derecho, ya que requerían de una formación jurídica para poder desempeñar adecuadamente sus funciones. Este personal funcionó bajo el control y la supervisión del monarca, de tal manera que la burocracia organizaba y extendía la acción de gobierno del rey. La burocracia tuvo tal importancia que todos los Estados fundaron universidades u otro tipo de centros educativos para formar a sus jóvenes e incluso se expidieron leyes para evitar que estos estudiaran fuera de la jurisdicción del reino.
La venta de cargos públicos era una práctica que llegó a presentarse durante la Edad Media, pero con la burocratización del Estado dicha práctica aumentó de manera importante entre los siglos XVI y XVII, aunque dejó de llevarse a cabo en el contexto de la Ilustración. A través de esta práctica las monarquías buscaban obtener ingresos adicionales que contribuyeran a mejorar los problemas financieros estatales. Además, la venta de cargos no se desarrolló de igual manera en todos los reinos. En el caso de Inglaterra la monarquía vendió títulos nobiliarios en vez de cargos. Por otro lado, en España, desde el reinado de Carlos V y hasta el de Felipe IV, los cargos que se vendieron eran poco importantes. En contraste, en Francia se vendieron cargos administrativos y militares muy importantes que llegaron a volverse hereditarios.

#### Finanzas
Con la centralización del poder que se presentó con la formación de los Estados modernos se desarrolló una concepción económica mercantilista, donde la capacidad de acumulación de metales preciosos por parte de los Estados era un factor determinante de la fortaleza militar y por lo tanto de la capacidad de imponerse a otros Estados.
Además, entre los siglos XVI y XVIII, en el contexto de los procesos de consolidación de los Estados Modernos y del sistema mercantilista, las teorizaciones económicas se comenzaron a configurar como una disciplina de estudio bien definida. Es por esto que se considera que los estudios de Adam Smith son muy importantes, pues respondieron a la necesidad que surgió de constituir un nuevo orden económico y dieron lugar al nacimiento de la Economía Política.
Los monarcas irán buscando cada vez más su independencia económica, es decir, buscando la autofinanciación. Esto era posible gracias a los diferentes derechos exclusivos de las monarquías, como eran las propiedades de patrimonio real (propiedad de minas e impuestos como el que gravaba la acuñación de moneda) y a la creación de nuevos sistemas de recaudación impositiva, como impuestos aduaneros. También se redactaron normas para el control de la entrada y la salida de los bienes. Todo el sistema de recaudación era dirigido por la burocracia. Esto provocó que poco a poco la presión fiscal tendiera a aumentar en todos los países, creciendo a la vez que avanzaba la Edad Moderna, lo que dio origen a tensiones permanentes con los súbditos. También los monarcas intentaron sortear las exenciones fiscales de los grupos privilegiados.
Por otra parte, una consecuencia de los constantes enfrentamientos europeos fue el surgimiento de las deudas nacionales, ya que por medio del endeudamiento público era posible financiar las guerras emprendidas por los Estados para aumentar su poder.

## Ejército permanente
El ejército pasó de ser señorial a ser estatal, mantenido con fondos estatales y buscándose que fueran nacionales, permanentes y profesionales.Comenzaron a ser cuerpos armados cada vez más estables al servicio exclusivo del monarca.Se puede ubicar que en las primeras décadas del siglo XVII al inicio del proceso de profesionalización de los ejércitos europeos, siendo el ejército de la República Holandesa uno de los primeros que comenzaron a profesionalizarse eficazmente.
Sin embargo la profesionalización militar se dio paulatinamente y de maneras particulares en cada Estado. Todavía dominaban en el ejército moderno los mercenarios, que solo luchaban por dinero. Este predominio mercenario en los ejércitos comenzará a decaer tras la Paz de Westfalia. En cuanto al generalato, oficiales y la soldadesca, se buscó mejorar su instrucción y disciplina, aunque las academias militares no se crearían hasta el siglo XVIII. Otro rasgo fundamental de modernidad fue que poco a poco los ascensos dentro del ejército se fueron asociando más a los méritos profesionales que al origen social de los individuos. Tecnológicamente, la evolución más importante del ejército fue el espectacular desarrollo de la artillería.
La función del ejército era buscar la estabilidad interior del estado y la hegemonía en el exterior. Es así que el ejército era considerado principalmente como una manera de solucionar el problema social que representaban los delincuentes, vagabundos y desempleados, quienes solían conformar las tropas de los ejércitos. Y, a pesar de las dificultades que los Estados europeos tuvieron para poder centralizar el poder militar y consolidar ejércitos profesionales, es indudable que estos fueron muy importantes en el fortalecimiento de las monarquías, como en los casos de Brandeburgo-Prusia y de Rusia.

### Diplomacia
La diplomacia tuvo a dos figuras representativas: los cónsules (representantes de los intereses de un grupo de determinada nacionalidad residente en el extranjero) y los embajadores (representantes enviados con una misión precisa, que representaban a su país y a su rey). Se tendió mucho al establecimiento de una diplomacia permanente que se organizó en cancillerías que contaban con sedes fijas al lado de los monarcas. Entre las principales misiones de los diplomáticos estaban el informar sobre el estado de las demás naciones, la negociación y el espionaje.

## Consecuencias de la formación del Estado moderno
- El nacimiento del nacionalismo: Los reyes usaron el nacionalismo como un instrumento para la formación de un estado centralizado al unir al pueblo bajo una misma bandera y un mismo idioma.
- La creación de los estados liberales.
- Surgimiento de las monarquías absolutistas y las monarquías parlamentarias.
- La formación de instituciones estatales (indicadas ut supra).
- La estatalización del ejército.
- El uso de nuevos sistemas económicos como el mercantilismo, y posteriormente la fisiocracia y el capitalismo.